# 恋は翼にのって
恋は翼にのってはテレビ東京系列で1992年4月19日から5月24日まで毎週日曜日21:00 - 21:54(JST)に放送されたテレビドラマ。

## キャスト
- 北原モモ：喜多嶋舞
- 日下昌彦：別所哲也
- 加藤竜二：小野田良
- 浜田隆一：古尾谷雅人
- 岩淵サクラ：加賀まりこ
- 北原茂雄：峰岸徹

## スタッフ
- 脚本：杉屋薫
- 音楽：玉麻尚一
- 演出：舘治佳　桜井秀雄
- プロデューサー：松本篤信　本多勝也

## 主題歌
- 恋は翼にのって

唄:別所哲也　作詞:春山さつき　作曲:玉麻尚一

## サブタイトル
1. 恋がめばえる不思議な白い花
2. 女の子は悪の香りにあこがれる
3. 明かされた秘密の恋の正体
4. 私のステキな三角関係!?
5. 対決！恋のライバル爆発寸前
6. どっちを選ぶ？恋のわかれ道

| テレビ東京系列 日曜21時枠 | テレビ東京系列 日曜21時枠 | テレビ東京系列 日曜21時枠    |
| 前番組                    | 番組名                    | 次番組                       |
| ------------------------- | ------------------------- | ---------------------------- |
| 派遣OL物語                | 恋は翼にのって            | 幸せになりたい! 平成嵐山一家 |